# Francisco de Paula Lacé
Francisco de Paula Lacé foi um político brasileiro.
Foi deputado à Assembleia Legislativa da Província de Santa Catarina na 5ª legislatura (1844 - 1845), como suplente convocado, na 6ª legislatura (1846 - 1847), na 7ª legislatura (1848 - 1849), na 8ª legislatura (1850 - 1851), e na 9ª legislatura (1852 - 1853).